# Bách bộ (thực vật)
Bách bộ, dây ba mươi (danh pháp hai phần: Stemona tuberosa) là loài cây có hoa thuộc họ Bách bộ (Stemonaceae).

## Mô tả
Bách bộ thuộc loại cây leo, thân nhỏ, nhẵn, chiều dài thân từ 6 đến 8 m. Lá mọc đối hoặc so le, có cuống, hình dạng giống trái tim. Hoa to, có màu đỏ, mọc từ 1 đến 2 hoa ở nách lá; mỗi hoa bao gồm 2 lá đài, 2 cánh đài dài 4 cm; có 4 nhị.
Quả hình nang dài 3,5 cm, chứa từ 2 đến 8 hạt. Rễ củ có từ 10 đến 30 củ, có khi lên đến 100 củ, mỗi củ dài từ 15 đến 20 cm, đường kính từ 1,5 đến 2 cm; củ có màu trắng vàng, vị ngọt, có hậu rất đắng.

## Dược lý
Rễ cây bách bộ chứa nhiều ancaloit, chủ yếu là stemonin (0,18%) được dùng để tẩm mật, sắc uống chữa ho và chữa giun đũa, giun kim; cây bách bộ cũng được dùng để nấu nước rửa, cao bôi để chữa ghẻ, lở.